# Зоряні війни: Війни клонів (мультфільм)
«Зоряні війни. Війни клонів» (англ. Star Wars: The Clone Wars) — американський 3D анімаційний фільм 2008 року, дія якого відбувається у всесвіті «Зоряних війн» між подіями стрічок «Зоряні війни. Епізод II. Атака клонів» і «Зоряні війни. Епізод III: Помста ситхів». Сюжетно події фільму передують основним подіям «Воєн клонів». Його передісторія показана в 16-му епізоді «Прихований ворог» серіалу, який вийшов на телебаченні після прем'єри фільму.
Галактика розколена, армія дроїдів після поразки на Геонозисі захопила основні шляхи гіперпростору, відокремивши Республіку від більшої частини її військ клонів. І дедалі більше систем приєднуються до сепаратистів графа Дуку. А тим часом поки джедаї ведуть війну, немає нікого, хто б міг підтримувати порядок у галактиці — поширюються хаос і злочинність. Сина кримінального авторитета Джабби Гатта було викрадено невідомими піратами. Зневірений Джабба звертається за допомогою до джедаїв.

## Сюжет
В розпал Воєн клонів кримінальний авторитет Джабба Гатт звертається за допомогою до Ордена джедаїв. Він просить знайти й повернути його сина Ротту, викраденого сепаратистами на чолі з графом Дуку. Канцлер Республіки, Шив Палпатін, погоджується, адже через підконтрольний Джаббі космос пролягає важливий військовий шлях.
Обі-Ван Кенобі та його учень Енакін Скайвокер в цей час перебувають на планеті Христопсис, яку атакує армія дроїдів сепаратистів. Джедаї допомагають війську клонів відбити напад і вороги тимчасово відступають. Обі-Ван пропонує Енакіну самому взяти учня, хоча той відмовляється. На планету прибуває Асока Тано, котра повідомляє, що за наказом Йоди вона повинна стати падаваном Енакіна.
Тим часом учениця Дуку, Ассаж Вентерс, доповідає йому, що син Джабби схований в монастирі. Енакін зверхньо ставиться до Асоки, вимагаючи довести, що вона достатньо майстерна. Капітан клонів Рекс виявляє, що дроїди встановили непробивне силове поле, для знищення якого джедаї розробляють спільний план. Енакін з Асокою, замаскувавшись, проникають за поле, тоді як Обі-Ван, Рекс і його солдати встряють у відкритий бій. Енакін з Асокою виявляють генератор силового поля, тоді як Обі-Ван вдає ніби здається та починає переговори з генералом сепаратистів. Цим він виграє час аби решта джедаїв знищили генератор. Енакін визнає, що Асока здібна, хоча їй ще є багато чого навчитись. Прибуває Йода і доручає Енакіну з новою ученицею вирушити на пошуки Ротти.
Джедаї зустрічаються з Джаббою, котрий дає на виконання завдання одну добу, інакше готовий скористатися допомогою сепаратистів. Енакін та Асока в супроводі солдатів Рекса пробиваються у високогірний монастир. Вони знищують охорону та забирають Ротту. Проте до Джабби приходить Дуку зі словами, що це джедаї викрали його сина. Щоб переконати Джаббу, він посилає дроїдів, аби ті затримали Енакіна з ученицею. Тим, однак, вдається пробитися крізь ворогів і викрасти корабель. Обі-Ван, дізнавшись про скрутне становище учня, поспішає на допомогу та стикається з Ассаж. Він перемагає, та Ассаж тікає з допомогою летючого дроїда.
Через обстріл Енакін не може посадити корабель на крейсер Федерації, тому вирушає прямо на Татуїн. Ротта виявляється хворий, Асока знаходить на кораблі ліки, що допомагають врятувати дитинча. Тоді Дуку запевняє Джаббу, що Енакін убив сина та тепер летить убити його. Дуку наказує збити корабель, однак джедаї з Роттою виживають і йдуть далі через пустелю. Палпатін вважає, що місію провалено, тоді сенаторка Падме Амідала вирішує особисто переконати Джаббу, що його обманюють. Для цього вона приходить до Зіро Гата — дядька Джабби. Той відмовляє в допомозі, тоді Падме післуховує розмову Зіро з Дуку, з якої стає зрозуміло, що це Зіро організував викрадення аби зайняти місце Джабби. Падме схоплює охорона та кидає в темницю. Амідалі вдається передати повідомлення C3PO до того, як дроїди знищують її комунікатор. Падме тікає, поплічники Зіро женуться слідом, але C3PO вчасно приводить клонів, які арештовують Зіро.
Дуку наздоганяє Енакіна, у двобої він розрубує рюкзак, де мав бути Ротта, проте Енакін передбачав це та заздалегідь віддав дитинча Асоці. Дуку, втім, зловтішається, що його дроїди вже оточили Асоку і вб'ють Ротту. Енакін забирає його спідер і поспішає до Джабби, переконаний, що Асока вже там. Їй вдається в останню мить доставити Ротту, та Джабба все одно наказує стратити джедаїв. У цю мить Падме шле йому повідомлення про змову Зіро. Джабба обіцяє покарати дядька і дозволяє військам Республіки літати через його володіння.
Дуку доповідає про провал свого завдання Дартові Сідіусу. Владика ситхів називає це невеликою перемогою джедаїв, готуючи нові плани.

## Трейлери
- Вступ до фільму (Introducing Star Wars: The Clone Wars)
- Епічні битви (The Clone Wars: Epic Battles) [Архівовано 5 травня 2008 у Wayback Machine.]
- I показовий трейлер (The Clone Wars: Theatrical Trailer) [Архівовано 9 червня 2008 у Wayback Machine.]
- II показовий трейлер (The Clone Wars: Theatrical Trailer #2) [Архівовано 4 жовтня 2016 у Wayback Machine.]
- Клони йдуть (The Clones are Coming) [Архівовано 24 листопада 2016 у Wayback Machine.]
- Уривок — Битва за Христопсис (Clone Wars Clip: Battle of Christophsis) [Архівовано 26 вересня 2016 у Wayback Machine.]
- Новий падаван Енакіна (Anakin's New Padawan) [Архівовано 28 серпня 2008 у Wayback Machine.]
- Герої (Heroes) [Архівовано 28 серпня 2008 у Wayback Machine.]
- Лиходії (Villains) [Архівовано 28 серпня 2008 у Wayback Machine.]
- Уривок — Битва за Тєх (Clone Wars Clip: Battle of Teth) [Архівовано 28 серпня 2008 у Wayback Machine.]

## Відзнаки
Фільм номіновано як «Найкращий анімаційний фільм» XXXV науково-фантастичної премії «Saturn Awards».